# Sikorsky Aircraft Corporation
Sikorsky Aircraft Corporation je americký výrobce letecké techniky, kterou roku 1925 založil Igor Sikorskij. Dříve byla firma vlastněná společností United Technologies Corporation. V listopadu 2015 byla společnost prodána firmě Lockheed Martin.

## Letouny
- Sikorsky S-29-A: dvoumotorový nákladní letoun
- Sikorsky S-30: dvoumotorový, nikdy nebyl postaven (1925)
- Sikorsky S-31: jednomotorový dvouplošník (1925)
- Sikorsky S-32: jednomotorový dvoumístný dvouplošník (1926)
- Sikorsky S-33: "Messenger" jednomotorový dvouplošník (1925)
- Sikorsky S-34: dvoumotorový prototyp hydroplánu (1927)
- Sikorsky S-35: prototyp třímotorového dvouplošníku (1926)
- Sikorsky S-36: osmimístný dvoumotorový hydroplán "Amphibion" (1927)
- Sikorsky S-37: "Guardian" osmimístný dvoumotorový dvouplošník (1927)
- Sikorsky S-38: osmimístný dvoumotorový hydroplán (USN PS) (1928–1933)
- Sikorsky S-39: pětimístná jednomotorová varianta S-38 (1929–1932)
- Sikorsky S-40: "Flying Forest" čtyřmotorový hydroplán pro 28 cestujících (1931)
- Sikorsky S-41: dvoumotorový hydroplán (1931)
- Sikorsky S-42: "Clipper" čtyřmotorový hydroplán (1934–1935)
- Sikorsky S-43: "Baby Clipper" dvoumotorový obojživelný hydroplán (1935–1937) (Army OA-1, USN JRS-1)
- Sikorsky VS-44: čtyřmotorový hydroplán (1937)
- Sikorsky S-45: šestimotorový hydroplán (původně pro Pan Am - nebyl nikdy postaven)

## Vrtulníky
- VS-300: experimentální vrtulník
- Sikorsky S-47 (R-4): první sériově vyráběný vrtulník (1940)
- Sikorsky S-48 (R-5/H-5): vrtulník s vyšší nosností, odolností a rychlostí, než R-4 (1943)
- Sikorsky S-49 (R-6): vylepšený R-4
- Sikorsky S-51: první komerčně nabízený vrtulník (1946)
- Sikorsky S-52 (H-18/HO5S): vrtulník s kovovým rotorem (1947)
- Sikorsky S-55: víceúčelový vrtulník (1949)
- Sikorsky S-56: Vrtulník s dvojitým motorem, H-37A Mojave (1953)
- Sikorsky S-58: vylepšený S-55 (1954)
- Sikorsky S-59 (XH-39): 2 H-18s upravený pro použití turbohřídelového motoru(1953)
- Sikorsky S-60: prototyp vrtulníku „létající jeřáb“, havaroval 1961 (1959)
- Sikorsky S-61: SH-3 Sea King; ASW, SAR transportní vrtulník (1959)
- Sikorsky S-61R: upravený S-61 se zadní nákladovou rampou; CH-3, HH-3 „Jolly Green Giant“, a HH-3F Pelican (1963)
- Sikorsky S-62: HH-52 Seaguard obojživelný vrtulník (1958)
- Sikorsky S-64: CH-54 Tarhe „létající jeřáb“ (1962)
- Sikorsky S-65: CH-53 Sea Stallion medium/heavy lift helicopter (1964)
- Sikorsky S-67 Blackhawk: prototyp útočného vrtulníku (1970)
- Sikorsky S-69: prototyp se souosými rotory s opačnou rotací (1973)
- Sikorsky S-70: UH-60 Black Hawk, SH-60 Seahawk (1974)
- Sikorsky S-72: výzkum systému rotorů pro NASA (1975)
- Sikorsky S-75: Advanced Composite Airframe Program (ACAP), celokompozitní studie vrtulníku (1984)
- Sikorsky S-76 Spirit: 14 místný komerční vrtulník (1977)
- Sikorsky S-80: CH-53E Super Stallion heavy lift helicopter (1974)
- Sikorsky S-92 a vojenské H-92 Superhawk a CH-148 Cyclone (1995)
- Sikorsky X2: koncept se souosými rotory s opačnou rotací
- Sikorsky S-97: technologický demonstrator vysokorychlostního víceúčelového vrtulníku
- Sikorsky Raider X: průzkumně-bojový vrtulník vyvíjený na základě demonstratoru S-97 pro soutěž na náhradu vrtulníků Bell OH-58 Kiowa
- Sikorsky–Boeing SB-1 Defiant

## Galerie

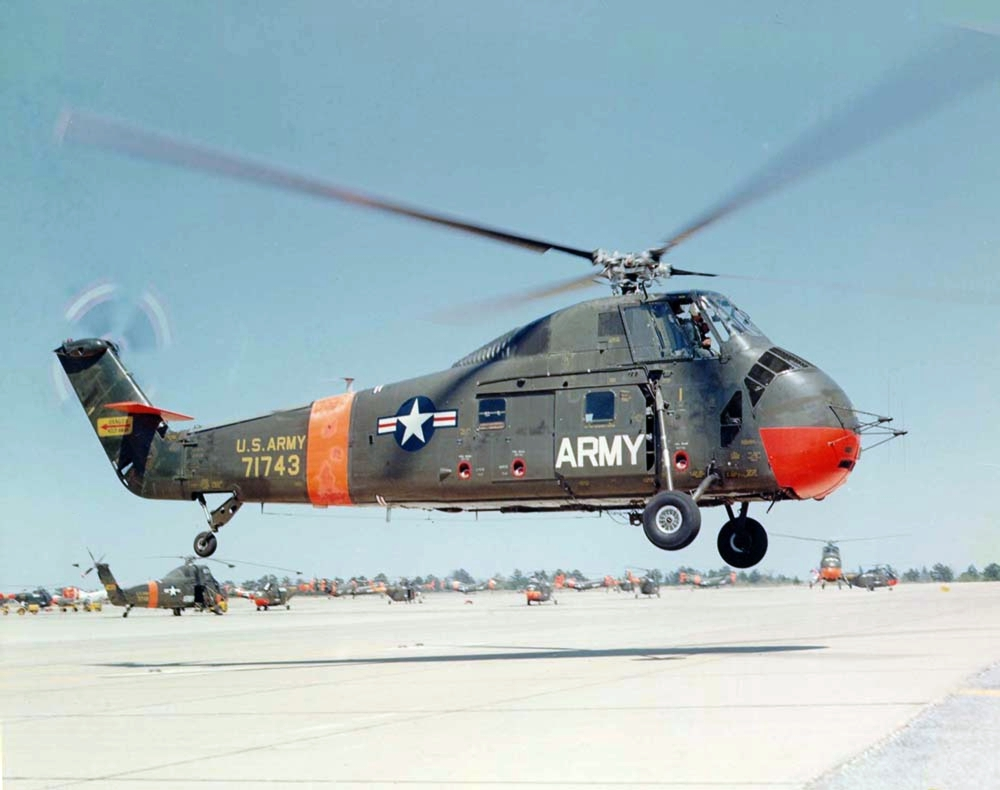
H-34 Choctaw
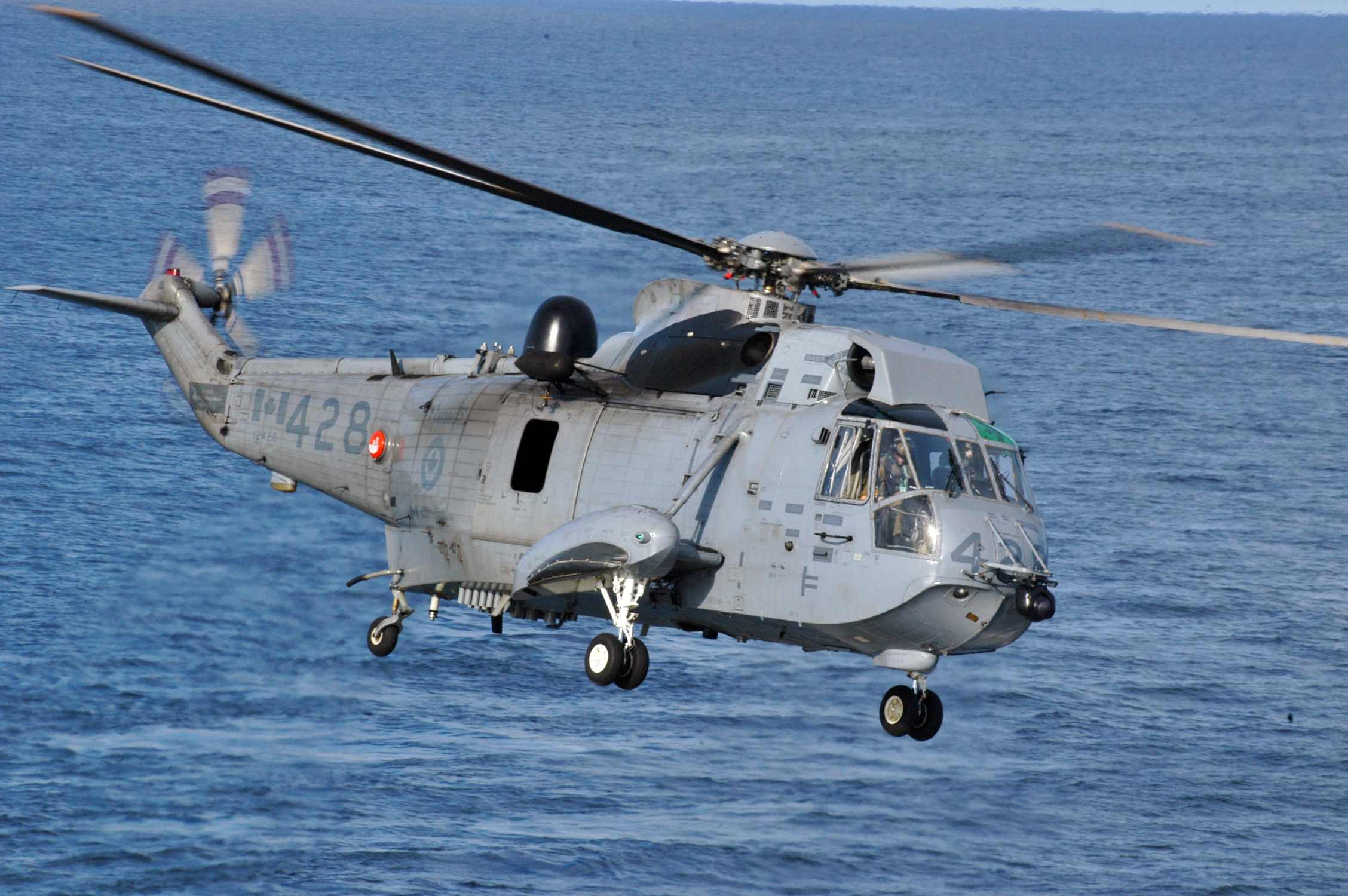
CH-124 Sea King
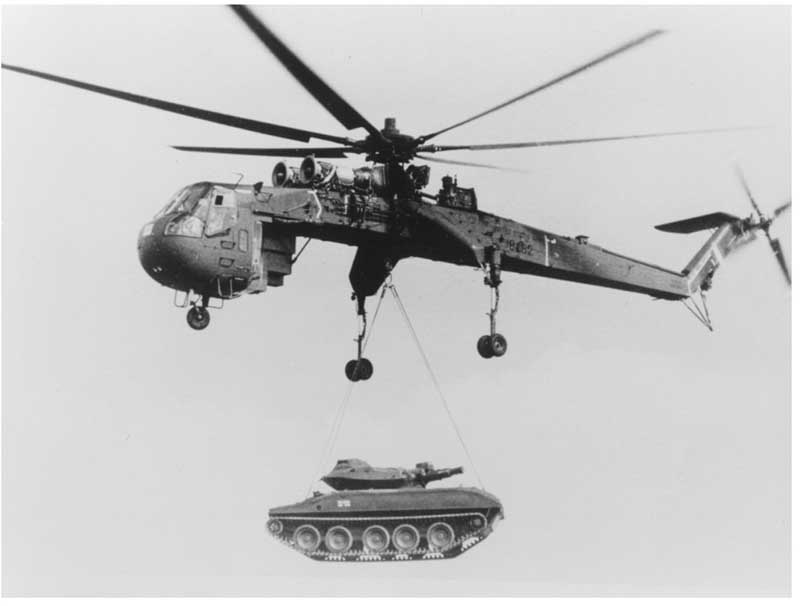
CH-54 Tarhe
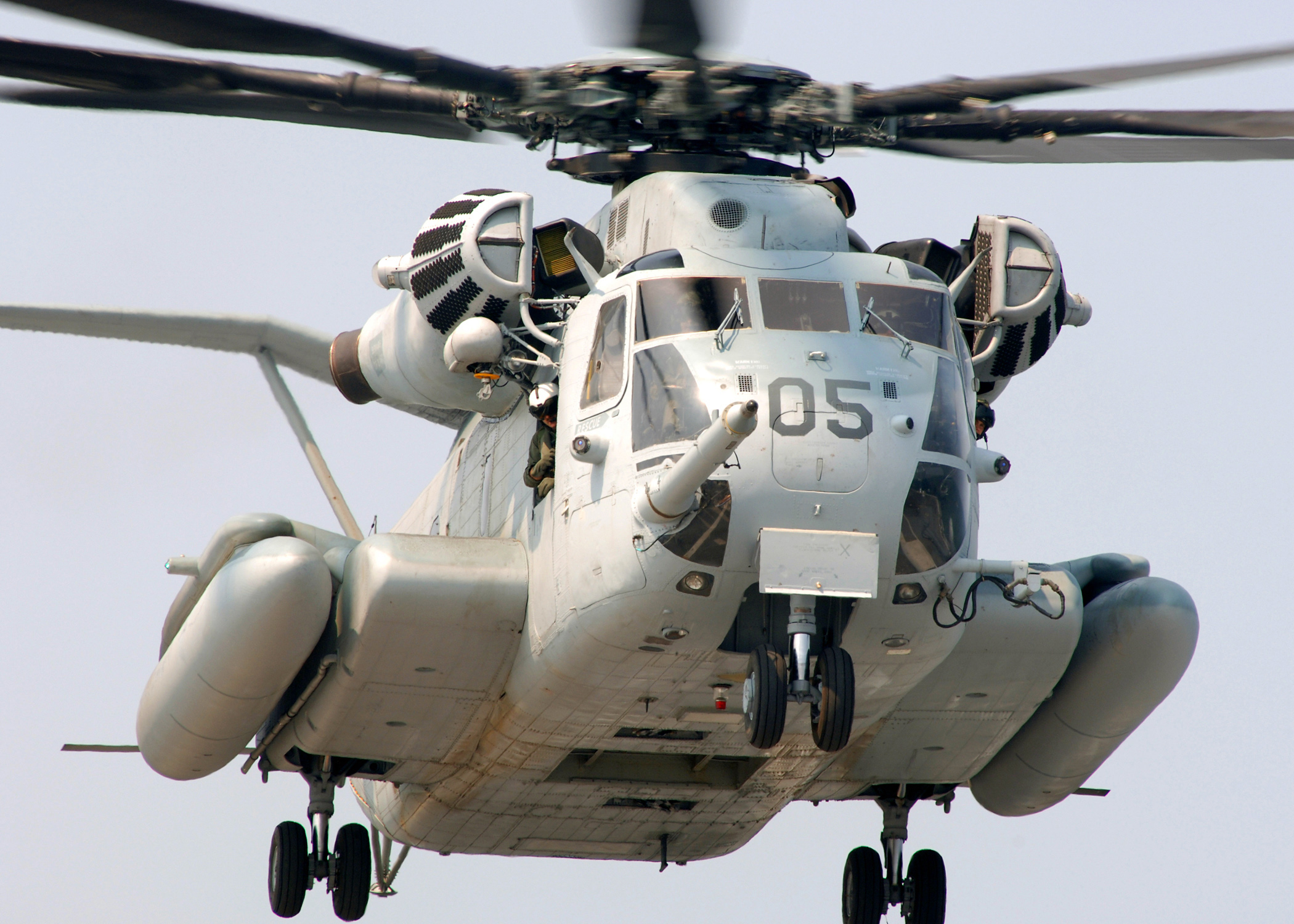
CH-53E Super Stallion
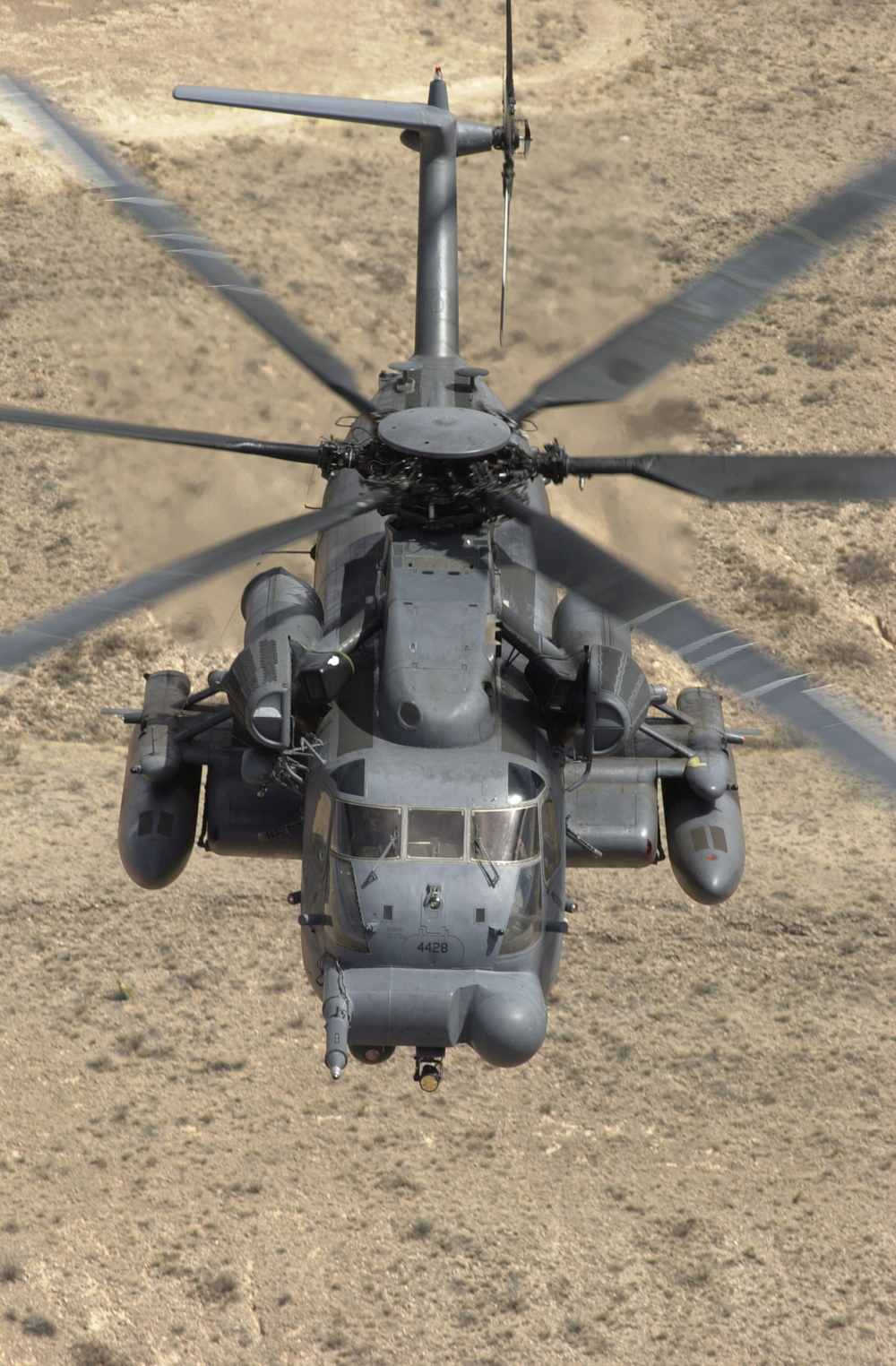
MH-53J Pave Low III
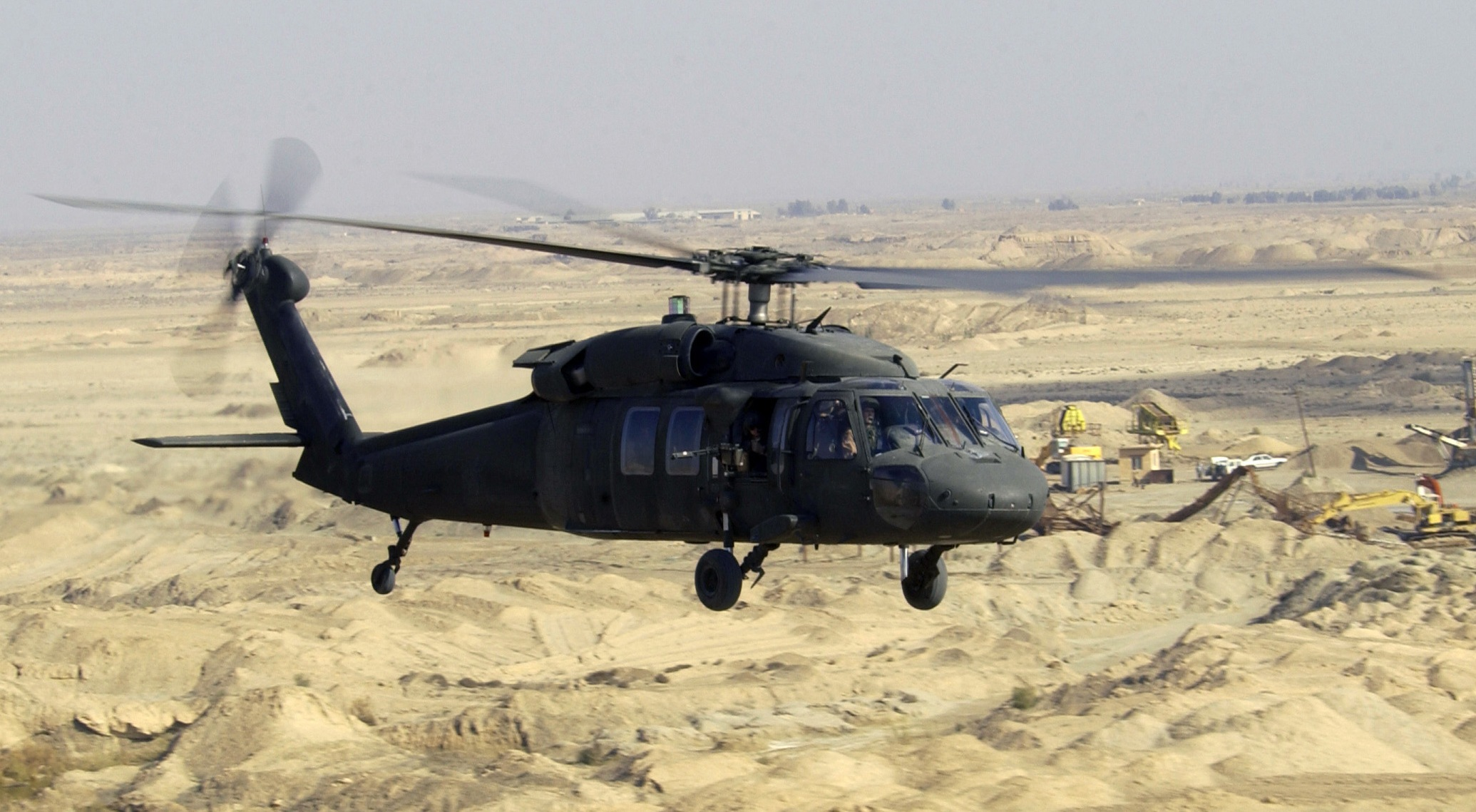
UH-60 Black Hawk